# ARPA主机名服务器协议
ARPA主机名服务器协议（NAMESERVER）是一种已过时的用于转换主机名到互联网地址的网络协议。IANA将TCP和UDP的端口42分配用于NAMESERVER；此端口在微软Windows操作系统上更常被WINS使用。

## 应用
DARPA Trivial名称服务器使用NAMESERVER协议，服务器进程名为tnamed，它有在部分UNIX实现中提供。

## 取代
对NAMESERVER协议的支持已被废弃，并不再于所有的UNIX操作系统实现中可用。域名系统（DNS）已经取代了ARPA主机名服务器协议和DARPA Trivial名称服务器。